# Paroidea
Paroidea — надродина горобцеподібних птахів інфраряду Passerida. Містить близько 80 видів у 3 родинах.

## Поширення
Paroidea поширені по всій Північній півкулі та в тропічній Африці; найбільша концентрація біорізноманіття відзначена в Китаї та в Африці.

## Таксономія
Таксон Paroidea виділений у 2012 році з надродини Sylvioidea.

### Родини
- Ремезові (Remizidae) Olphe-Galliard, 1891 (11 видів)
- Синицеві (Paridae) Vigors, 1825 (61 вид)
- Stenostiridae Beresford et al., 2005 (9 видів)